# Рядний восьмициліндровий двигун

Рядний восьмициліндровий двигун з порядком роботи циліндрів 1-4-7-3-8-5-2-6

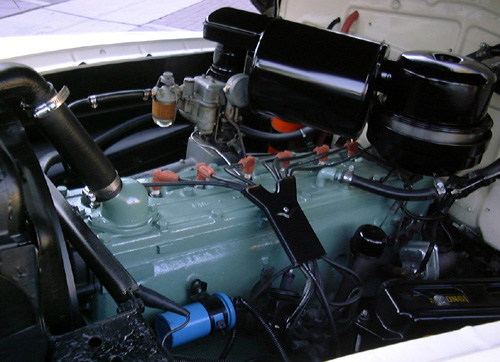
Рядний восьмициліндровий нижньоклапанний двигун автомобіля виробництва компанії «Oldsmobile» випуску 1940-х років

Ря́дний восьмицилі́ндровий двигу́н часто позначається як I8 або L8 (англ. straight-eight engine; inline-eight engine) — конфігурація двигуна внутрішнього згоряння з рядним розташуванням восьми циліндрів, поршні зі штоками яких обертають один спільний колінчастий вал.
Така конструкція є повністю збалансованою конфігурацією двигуна. Порівняно з рядним шестициліндровим двигуном конфігурація L8 робить більше робочих циклів за одиницю часу, і, як наслідок, працює плавніше під навантаженням та не створює додаткових вібрацій у трансмісії автомобіля на малих обертах.
Завдяки цьому, а також, через простоту виготовлення, порівняно з V8, у минулому (у період 1920— 1950-х років) рядні «вісімки» часто знаходили застосування на спортивних і дорогих легкових авто, особливо у США. У довоєнні роки варіанти комплектації з такими двигунами мали практично всі американські автомобілі середнього та вищого класів, за винятком марок «Cadillac», «Mercury» і «Lincoln», котрі традиційно використовували лише двигуни V8. Моделі «Buick» мали верхньоклапанні L8, решта марок використовували схему з нижнім боковим розташуванням клапанів. Першим серійним автомобілем з двигуном цієї конфігурації був Packard Straight Eight моделі 1923 року.
Однак, велика довжина такого двигуна потребує довгого моторного відсіку, що робить L8 неприйнятним для сучасних легкових автомобілів. Крім того, довгі колінчастий і розподільні вали схильні були до додаткових крутильних коливань, що істотно знижувало їх ресурс, а при збільшенні числа обертів двигуна вище за певну межу через деформацію колінчастого вала виникав ризик фізичного контакту між шатунами і стінками картера, що призводило до виходу двигуна з ладу.
З цих причин використання конфігурації L8 завжди зводилось до двигунів великого робочого об'єму з невеликими максимальними обертами. У другій половині XX століття на автомобілях цей тип двигуна практично повністю був витіснений меншою мірою збалансованим, але суттєво компактнішим та з більшим ресурсом до форсування двигуном V8, однак рядні 8-циліндрові двигуни і далі використовуються на тепловозах, суднах та в стаціонарних установках.

## Ранній період (1903—1918)
Перша рядна «вісімка» була задумана французьким виробником «Charron, Girardot et Voigt» (C.G.V.) у 1903 році, але так і не була виготовлена. Значних успіхів було досягнуто під час Першої світової війни, зокрема, «Daimler Motoren Gesellschaft» під брендом «Mercedes» створив рядний восьмициліндровий авіаційний двигун Mercedes D.IV. Переваги рядного восьмициліндрового двигуна для використання у літаках полягали в аеродинамічній ефективності довгої і вузької конфігурації та внутрішній збалансованості двигуна, що робило непотрібними противаги на колінчастому валу. Недоліки, пов'язані з крутильними коливаннями колінчастого і розподільного валів на ті часи до уваги не брались, оскільки авіаційні двигуни того часу працювали на малих обертах й швидкостях пропелера нижчих за швидкість звуку в повітрі. Але якраз значні крутильні коливання і завчасні руйнування колічастих валів стали причиною обмеженого використання цих двигунів.
На відміну від конфігурації двигуна V8, варіанти якої використовувались в автомобілях виробників «De Dion-Bouton», «Scripps-Booth» і «Cadillac» з 1914 року, рядні восьмициліндрові двигуни не знаходили застосування в серійних автомобілях до 1920 року.

## Міжвоєнний період (1919—1940)

### Розкішні автомобілі у Європі

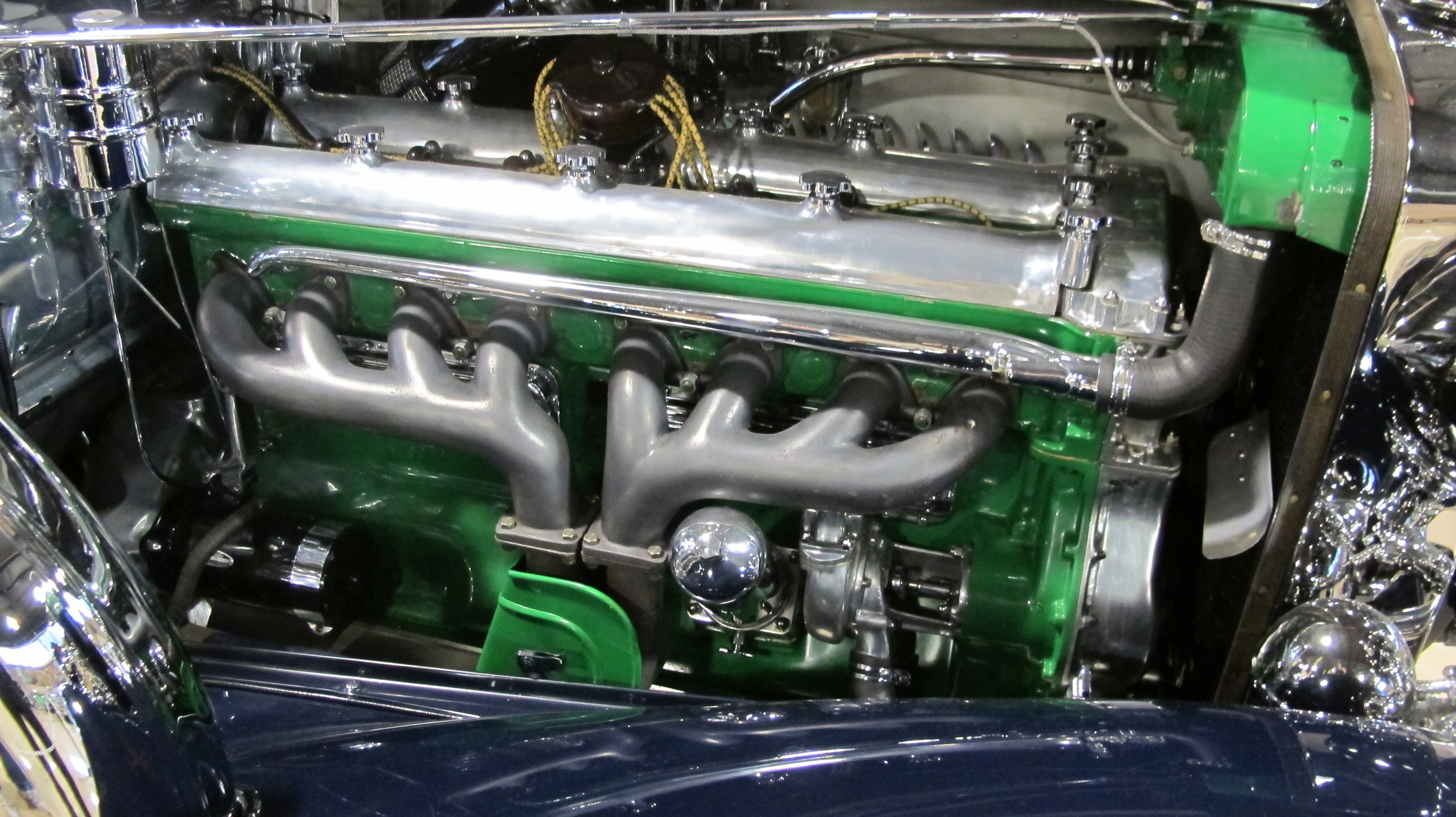
Двигун від «Duesenberg Model J»

Італійська компанія «Isotta Fraschini» представила перший серійний автомобіль Tipo 8 з рядною «вісімкою» на Паризькому салоні у 1919 році. Британський виробник «Leyland Motors» у 1920 році виставив свій розкішний автомобіль Leyland Eight з восьмициліндровим рядним двигуном з верхнім розташуванням розподільного валу (OHC) на міжнародній виставці автомобілів у виставковому центрі Olympia London. Американська компанія «Duesenberg» випустила першу серійну «вісімку» у 1921 році.
Рядні восьмициліндрові двигуни використовувались у дорогих і великовантажних транспортних засобах до кінця Другої світової війни. «Bugatti» і «Duesenberg» зазвичай використовували рядні восьмициліндрові двигуни з двома розподільними валами верхнього розташування (DOHC). Інші відомі автомобілі з восьмициліндровим двигуном випускались компаніями «Daimler», «Mercedes-Benz», «Isotta Fraschini», «Alfa Romeo», «Stutz», «Stearns-Knight» і «Packard». Однією з маркетингових особливостей цих двигунів була їх вражаюча довжина — деякі з двигунів «Duesenberg» мали довжину понад 4 футів (1,2 м), в результаті чого на автомобілях з такими двигунами використовувались довгі капоти.

### Автомобілі преміум-класу у США
В Сполучених Штатах у 1920-х роках виробники автомобілів, у тому числі «Chandler», «Marmon», «Gardner» і «Auburn», почали використовувати рядні восьмициліндрові двигуни в автомобілях, орієнтованих на середній клас. Виробник двигунів «Lycoming» розробив рядні восьмициліндрові двигуни для продажу виробникам автомобілів, включаючи «Gardner», «Auburn» і «Locomobile». Компанію «Lycoming» була придбана власником «Auburn» Ерретом Лоббаном Кордом, який використав «вісімку» «Lycoming» у своєму передньоприводному автомобілі Cord L-29 і зобов'язав «Lycoming» виготовити рядний восьмициліндровий двигун для Duesenberg Model J, розробленої братами Дюзенберґ для компанії «Duesenberg Inc», яка належала до корпорації «Cord». Виробники автомобілів у корпорації «Cord», включаючи «Auburn», «Cord» і «Duesenberg», були закриті у 1937 році. «Lycoming» у подальшому став виробником авіаційних двигунів.

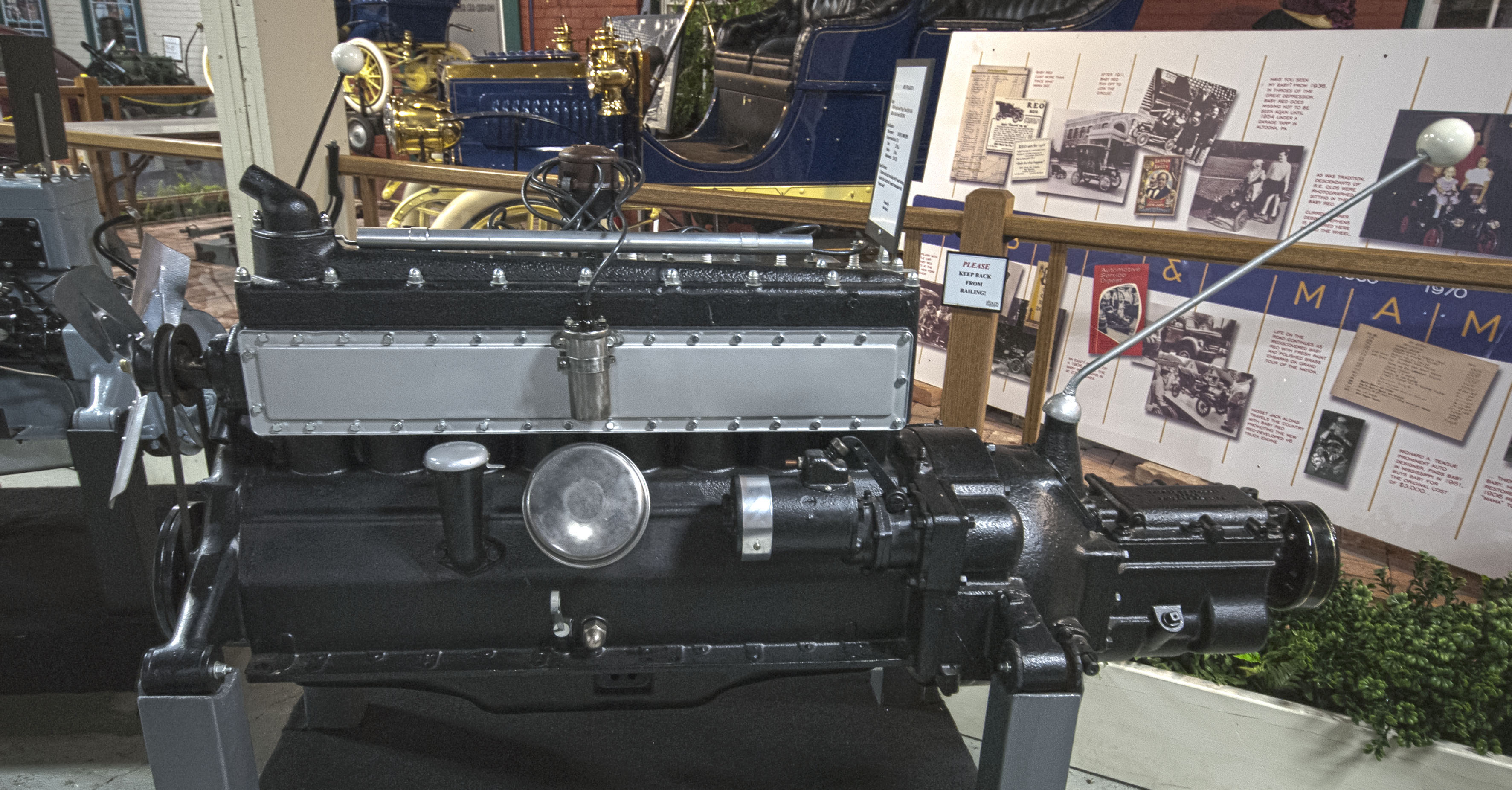
Двигун L8 компанії REO з 1931 до 1934

Наприкінці 1920-х років великі виробники «Hudson» і «Studebaker» представили рядні восьмициліндрові двигуни для автомобілів преміум-класу своїх моделей. Їх наслідували на початку 1930-х років «Nash» (з блоком подвійного запалювання), REO, а також «Buick», «Oldsmobile», «Pontiac» і підрозділи «General Motors».
Восьмициліндровий двигун «Buick» мав компонування механізму газорозподілу типу OHV (верхньоклапанний з приводом клапанів штовхачами), тоді ж як двигуни «Oldsmobile» і «Pontiac» мали нижнє бокове розташування клапанів. «Chevrolet», як марка початкового рівня, не мала рядної «вісімки». «Cadillac» (люксовий бренд «General Motors») залишився з традиційними двигунами V8. Щоб двигуни були такими ж плавними, як у конкурентів, «Cadillac» представила колінчастий вал з хрестоподібним (під кутом 90°) розташуванням шатунних шийок для свого V8 і додала двигуни V12 і V16 до верхньої частини лінійки своїх моделей.
«Форд» ніколи не використовував рядну «вісімку»; їх автомобілі початкового рівня використовували двигуни V8 з нижнім розташуванням клапанів до 1950-х років, у той же час як їхні розкішні автомобілі «Lincoln» використовували V8 з 1930-х до 1980-х років і двигуни V12 у 1930-1940-х роках. «Chrysler» використовував L8 з нижнім розташуванням клапанів у своїх преміальних автомобілях, включаючи розкішну модель «Imperial».

### Дирижаблі
Британський жорсткий дирижабль R101 було оснащено п'ятьма рядними восьмициліндровими 84 літровими дизельними двигунами «Beardmore Tornado Mk I». Ці двигуни мали видавати потужність 700 к.с. (520 кВт) при 1000 об/хв, але на практиці вони мали крейсерську потужність усього 585 к.с. (436 кВт) при 900 об/хв.

## Повоєнний період (1945—1980)

### Використання на автомобільному ринку
Після Другої світової війни зміни на автомобільному ринку привели до занепаду і остаточного зникнення рядних восьмициліндрових двигунів в автомобілях. Основними носіями рядних восьмициліндрових двигунів були американські автомобілі класу люкс і преміум-класу, що перейшли з довоєнних часів. Такий двигун від «Buick» також ставився на міжміських автобусах, виробництва компанії «Flxible».
Під час Другої світової війни удосконалення технології нафтопереробки для виробництва авіаційного пального, призвели до появи великої кількості недорогого високооктанового бензину. Двигуни могли бути спроектовані на вищі ступені стиснення, щоб використовувати високооктановий бензин. Це обумовило появу високонавантажених двигунів, які суттєво проявили обмеження, що існували для довгого колінчастого і розподільного валів в рядних восьмициліндрових двигунах.
У 1949 році «Oldsmobile» замінив свій рядний восьмициліндровий двигун з нижнім розташуванням клапанів на двигун V8 с верхнім розташуванням клапанів, тоді ж V8 від «Cadillac» було замінено на двигун з верхнім розташуванням клапанів. У 1951 році «Chrysler» замінив свою рядну «вісімку» на знаменитий Hemi V8. Наприкінці 1952 року «Hudson» відмовився від своєї рядної «вісімки». «Buick» представив V8 (4,0" діаметр × 3 13⁄64" хід = 322 дюйм³ =5,277 л) у 1953 році на заміну рядної «вісімки» з близькими характеристиками (3 7⁄16" діаметр × 4 5⁄16" хід = 320,2 дюйм³ = 5,247 л), що випускалась до кінця 1953 року. «Pontiac» зберіг виробництво своєї рядної «вісімки», а також рядної «шістки» з нижнім розташуванням клапанів до кінця 1954 модельного року, після чого V8 став стандартом. Компанія «Packard» припинила виробництво своєї розробки восьмициліндрового двигуна з рядним розташуванням циліндрів наприкінці 1954 року, замінивши його верхньоклапанним V8.
До кінця 1970-х років двигуни типу V8 з верхнім розташуванням клапанів встановлювали на 80 % автомобілів, виготовлених у США, а більшість з решти авто мали шестициліндрові двигуни.
У Європі багато автомобільних заводів було зруйновано під час Другої світової війни, і треба було роки, перш ніж зруйнована війною економіка зросла достатньо, щоб знову зробити великі автомобілі популярними. Зміна конструкції кузовів автомобілів з довгим моторним відсіком між окремими крилами до сучасної конфігурації з коротшим моторним відсіком швидко привела до кончини восьмициліндрового двигуна. В результаті цього, а також цін на пальне значно вищих, ніж у США, на більшості конструкцій європейських автомобілів встановлювали чотири- та шестициліндрові двигуни, а декілька марок випущених автомобілів мали конфігурацію двигуна V8.

### Військове використання
Британська армія обрала рядні восьмициліндрові двигуни Rolls-Royce B80 для сімейства броньованих автомобілів Alvis (FV600). Броньовик Alvis Saladin (FV601) мав компонування 6х6 з моторним відсіком у задній частині. Бронетранспортер Alvis Saracen (FV603) мав двигун, розташований спереду. Транспортна амфібія Alvis Stalwart має кабіну водія над передніми колесами, крупніший двигун B81 розташований позаду. Пожежна машина Alvis Salamander не мала броні й була схожою на Stalwart, оснащену надбудовою пожежної машини.
Двигуни серії Rolls-Royce B80 також використовувались і в інших військових і цивільних застосуваннях, таких як військова вантажівка Leyland Martian, двигун приводу лебідки броньованого транспортного засобу Centurion ARV та різних пожежних автомобілях виробництва «Dennis Specialist Vehicles».

## Використання у перегонових автомобілях

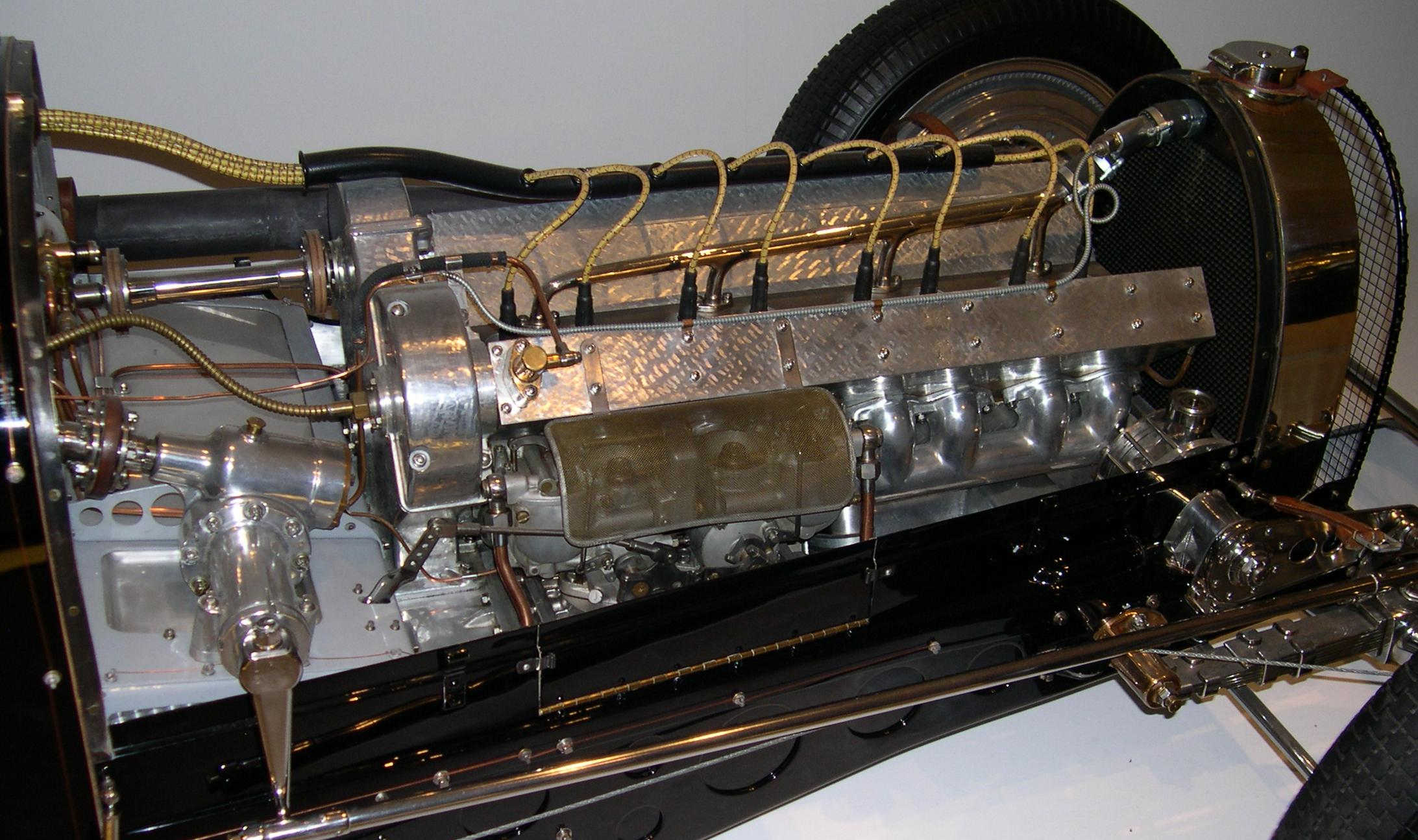
DOHC рядна «вісімка» на Bugatti Type 59 для перегонів на гран-прі (1933)

Незважаючи на недоліки, обумовлені довжиною, масою, тертям у підшипниках і крутильними коливаннями, що привели до повоєнного занепаду рядної «вісімки», вона була основною конструкцією двигунів великої потужності з кінця 1920-х до кінця 1940-х років й продовжувала приносити успіхи в автоспорті до середини 1950-х років. У 1920-1930-х роках «Bugatti», «Duesenberg», «Alfa Romeo», «Mercedes-Benz» і «Miller» створили успішні автомобілі із рядними восьмициліндровими двигунами та системою газорозподілу типу DOHC.
Брати Дюзенберги представили перший успішний восьмициліндровий перегоновий двигун у 1920 році, коли автомобіль з їхнім 3-літровим двигуном виборов третє, четверте і шосте місця на перегонах «Індіанаполіс 500». Наступного року одна з їхніх машин виграла Гран-прі Франції, а дві інші посіли четверте і шосте місця у перегонах. Побудований на базі досвіду створення 16-циліндрового авіаційного двигуна під час Першої світової війни, двигун із верхнім розташуванням розподільного валу і трьома клапанами на циліндр мав потужність 115 кінських сил (86 кВт) при 4250 об/хв і був спроможний розвивати неймовірні для того часу 5000 об/хв. Жоден довоєнний двигун, призначений для гран-прі, не розганявся навіть до 3000 об/хв.
Французька компанія «Bugatti» експериментувала з восьмициліндровими двигунами з 1922 року, а у 1924 році представила 2-літровий Bugatti Type 35, один з найуспішніших перегонових автомобілів усіх часів, який у підсумку виграв понад 1000 перегонів. Як і брати Дюзенберги, Етторе Бугатті черпав ідеї з розробок авіаційних двигунів Першої світової війни, і, як і у братів, його двигун представляв собою конструкцію з високооборотним розподільним валом верхнього розташування і трьома клапанами на циліндр. Він видавав 100 к.с. (75 кВт) при 5000 об/хв, які можна було наростити до 6000 об/хв. Було виготовлено близько 400 автомобілів Type 35 та його модифікацій, що є рекордним показником для автоспорту гран-прі.

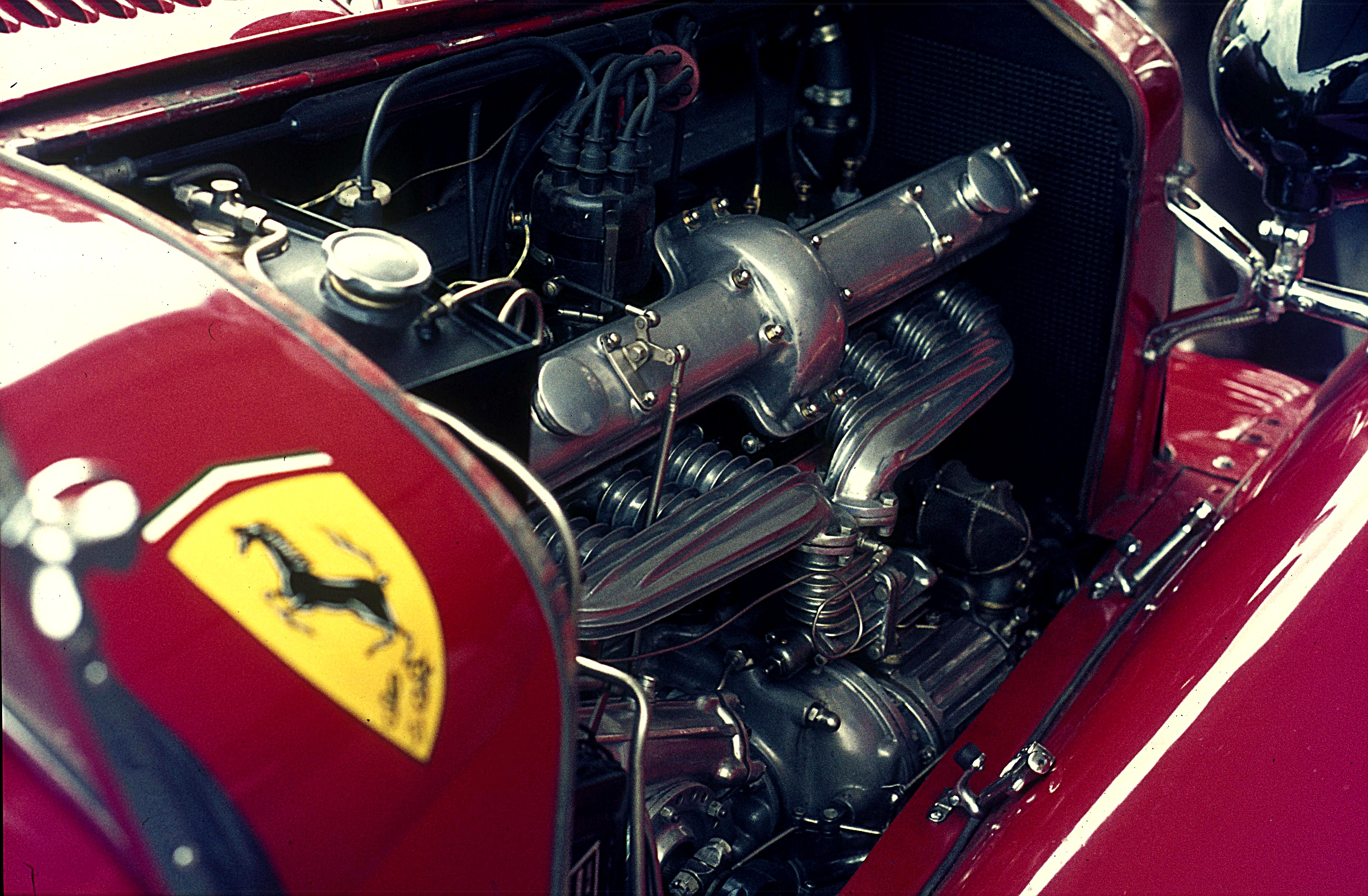
1932 Alfa Romeo 2336 cc двигун DOHC рядний восьмициліндровий із турбонаддувом

«Alfa Romeo» була першою, хто відреагував на інженерні проблеми рядної «вісімки»: у двигунах перегонових автомобілів для P2 і P3 та у спортивних автомобілях 8C (2300/2600/2900), які брали участь у перегонах «Mille Miglia» і «24 години Ле-Мана», привод розподільного вала було зміщено до центру двигуна, між четвертим і п'ятим циліндрами, що певною мірою скомпенсувало вищезгадані обмеження. Рядний восьмициліндровий двигун був фактично побудований як симетрична пара рядних чотирициліндрових двигунів, сполучених розташованих між ними спільних зубчастих передачах для розподільних валів і нагнітачів. Цей двигун мав два розподільних вали верхнього розташування, але лише по два клапани на циліндр.
Рядний восьмициліндровий двигун «Alfa Romeo» повернувся після Другої світової війни і домінував у першому сезоні перегонів Формули-1 у 1950 році та випередив у другому сезоні автомобіль «Ferrari» з двигуном V12 у 1951 році. Автомобіль Alfa Romeo 158/159 Alfetta був розроблений ще у 1937 році і виграв 47 з 54 гран-прі в період з 1938 до 1951 року (з шестирічною перервою, викликаною війною). До 1951 року їхні 1,5- літрові двигуни з наддувом могли видавати 425 к.с. (317 кВт) при 9300 об/хв і могли розвивати до 10500 об/хв. Однак двигуни були на межі свого потенціалу, а зміни правил у сезоні 1952 року зробили «Альфетту» морально застарілою.
У 1955 році «Mercedes-Benz» створює останній з відоми[ рядний восьмициліндровий двигун для перегонового автомобіля W196 — переможця чемпіонату Формула-1 і спортивного автомобіля 300SLR. 300SLR прославився тим, що Стірлінг Мосс і Деніс Дженкінсон перемогли у 1955 на «Mille Miglia», але сумно відомий смертельною аварією П'єра Левега у перегонах «24 години Ле-Мана». 300SLR був останнім кроком у розвитку ідеї «Alfa Romeo» від початку 1930-х років, де не лише розподільний вал але і коробка перемикання передач приводились у рух від середини колінчастого вала двигуна. Інженери розрахували, що напруження від скручування були б занадто високими, якби робити відбір потужності з кінця колінчастого вала, тому вони помістили центральну зубчасту передачу посередині, яка також урухомлювала два розподільні вали, подвійне магнето та інші аксесуари й підвели приводний вал до муфти зчеплення, розташованої позаду.